# Atlas Pipeline Partners
Atlas Pipeline Partners, L.P., (NYSE: ALP), är ett amerikanskt energi– och naturgasbolag samt är även ett stödbolag åt den amerikanska petroleumindustrin. De äger och driver flertal gaskraftverk och fyra omfattande pipelinesystem för naturgas i de amerikanska delstaterna Kansas, Oklahoma och Texas samt äger 20% av Chevron Corporation:s pipelinesystem West Texas LPG. Atlas Pipeline ägs av Pittsburgh–baserade petroleumgruppen Atlas Energy, L.P.